# Camino Natural del Júcar

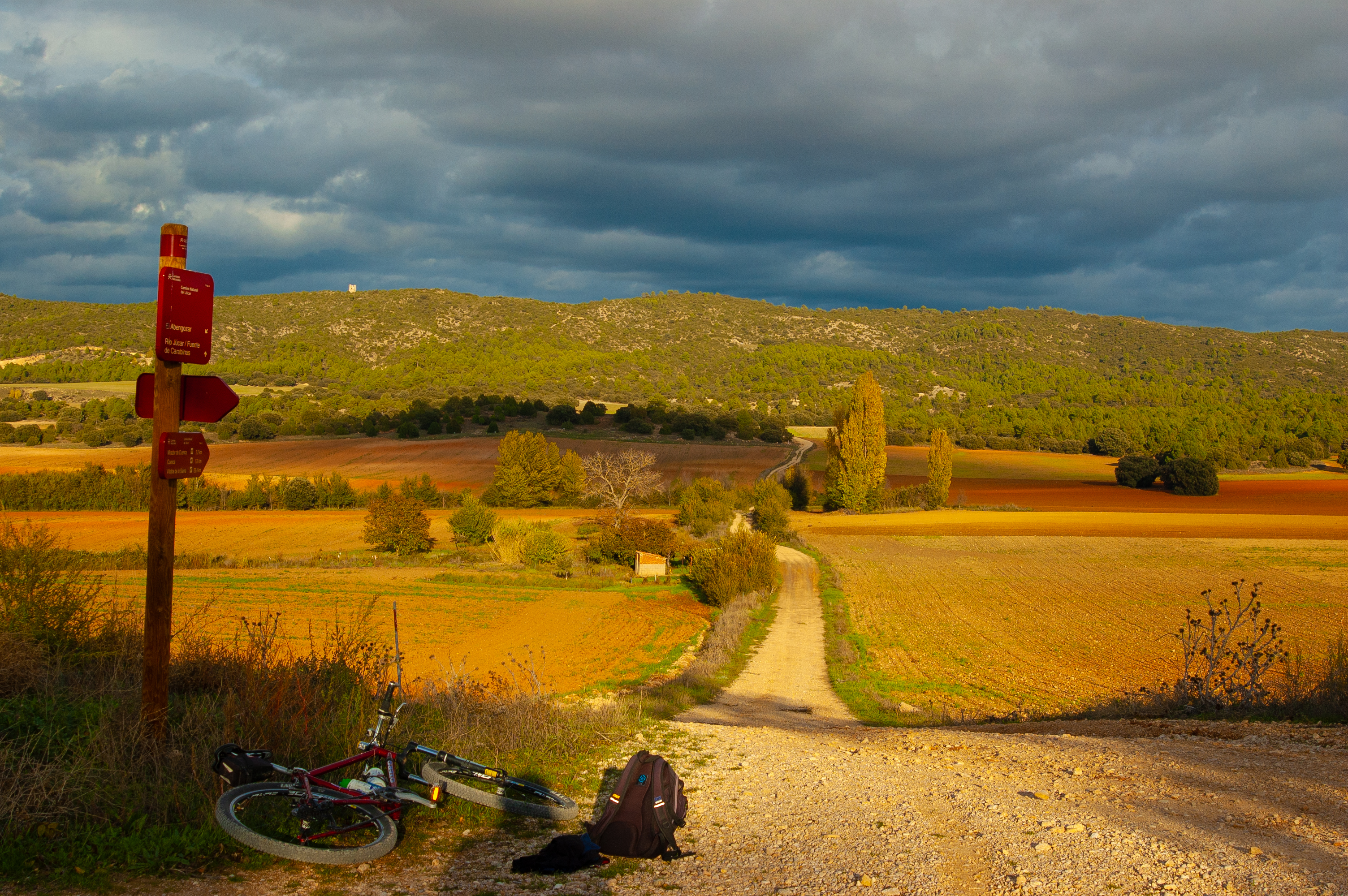
Ciclabilidad de la ruta del Camino Natural del Júcar

El Camino Natural del Júcar es un itinerario perteneciente a la Red de Caminos Naturales de España, un proyecto desarrollado por el Ministerio de Agricultura, Pesca y Alimentación, que se encarga de la recuperación de antiguas infraestructuras relacionadas con el transporte y la comunicación, que actualmente se encuentran en desuso o en estado de abandono, para su uso senderista y ciclista.
Este Camino Natural atraviesa la provincia de Cuenca y discurre en paralelo con el río Júcar hasta llegar al límite provincial con Albacete.

## Localización
Este itinerario recorre parte del este de España, atravesando la provincia manchega de Cuenca. El recorrido cuenta con 220 km habilitados, de entre los 512 km que conforman el cauce del río Júcar, los cuales se dividen en 12 tramos o etapas y 4 ramales complementarios. Aunque se prevé la próxima anexión de varios kilómetros, ampliando así el trazado a través de las provincias de Albacete y Valencia, hasta llegar a la desembocadura del río Júcar en el mar Mediterráneo.

## Río Júcar
El río Júcar es un río de régimen pluvio-nival que recorre el este de España, atravesando las provincias de Cuenca, Albacete y Valencia. 
Éste nace a 1.700 m sobre el nivel del mar, en el paraje conocido como el Estrecho del Infierno, ubicado en las inmediaciones del cerro de San Felipe, en los Montes Universales. Y recorre aproximadamente 500 km hasta desembocar en el mar Mediterráneo, más concretamente en la ciudad de Cullera, Valencia.

### Curso alto o superior

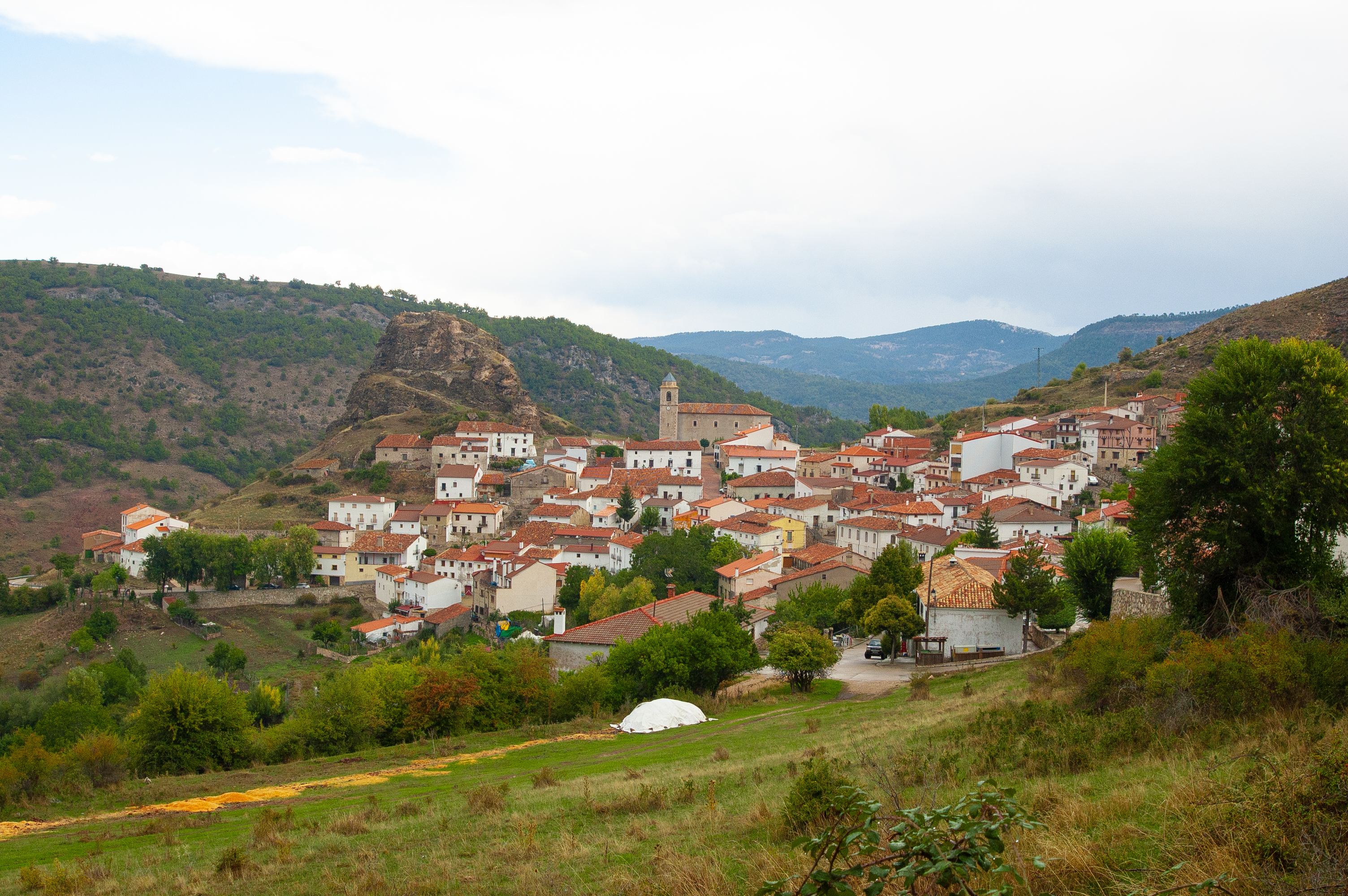
Localidad por la que pasa el Camino Natural

El recorrido de este Camino Natural se inicia en el nacimiento del río Júcar, coincidiendo con el curso superior o alto del mismo, el cual se recorre principalmente la comarca de la Serranía de Cuenca. 
Durante las primeras etapas del itinerario el paisaje se encuentra dominado por un entorno kárstico de importantes relieves, en el cual abundan cañones, gargantas, cuevas, dolinas, etc. Todos ellos fenómenos originados a partir de la erosión fluvial.

### Curso medio
Tras dejar atrás el Embalse de Alarcón, este Camino Natural se interna en el curso medio del río Júcar, el cual recorre la comarca de la Manchuela conquense y finaliza cerca del Pantano de Tous. A partir de ese punto el río se adentra en la llanura aluvial de la Ribera, coincidiendo con su curso bajo.

### Curso bajo
Por el contrario, el curso bajo del río Júcar aún no cuenta con un trazado acondicionado, aunque está previsto ampliar el itinerario. Esta parte de su cauce se extiende desde la Ribera hasta la desembocadura del río en el Mediterráneo, en Cullera.

## Descripción por tramos

### Tramos habilitados
Los tramos acondicionados hasta el momento son los siguientes:

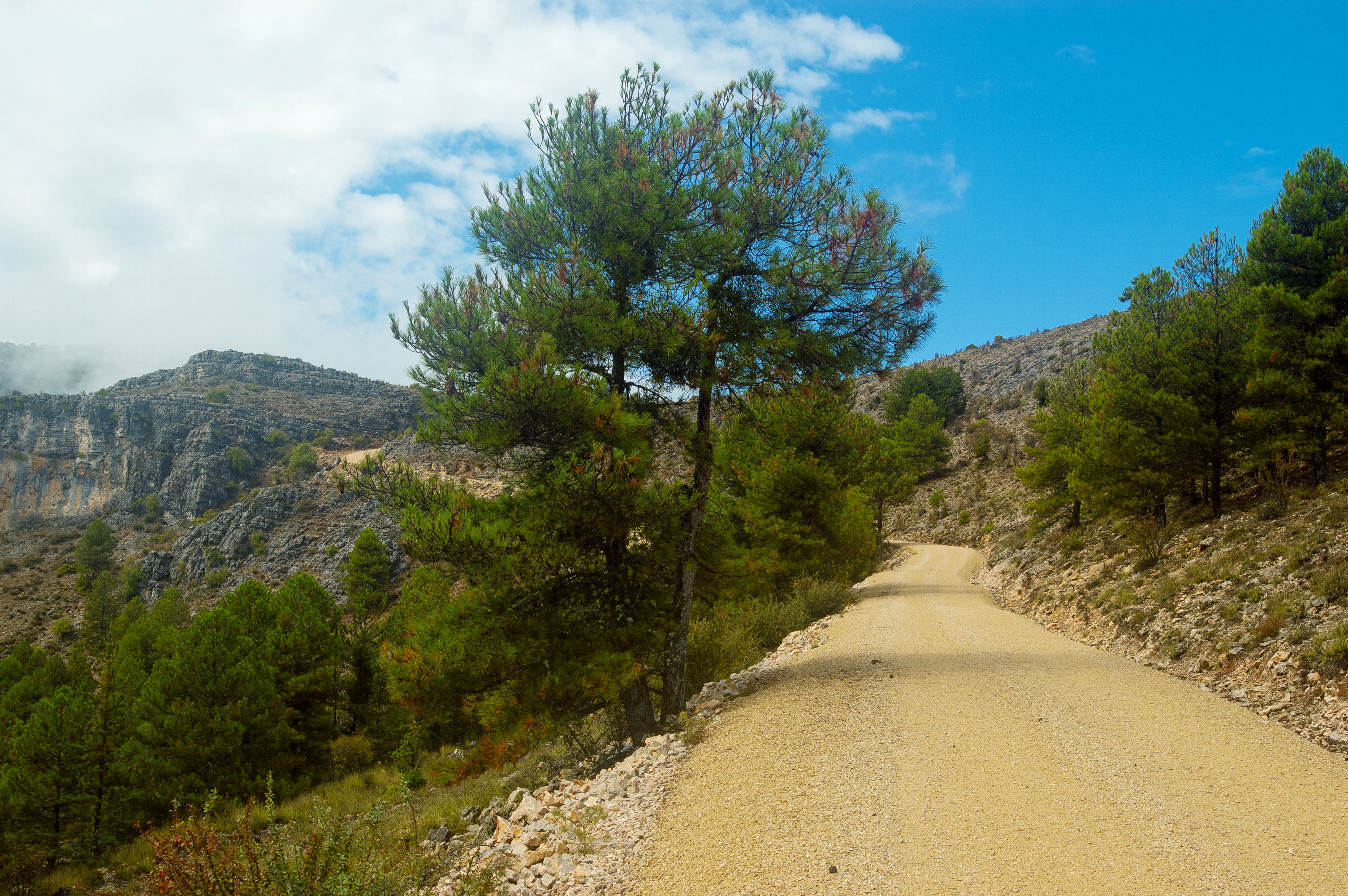
Pino resinero al lado del Camino

#### Ramal Tragacete - Nacimiento del río Júcar
Este ramal de 7,45 km se inicia en la localidad conquense de Tragacete y finaliza en el nacimiento del río Júcar, ubicado en el interior del Parque Natural de la Serranía de Cuenca.
A lo largo del recorrido el itinerario discurre entre prados y formaciones boscosas en las cuales predominan especies como el pino laricio (Pinus nigra) o el pino silvestre (Pinus sylvestris).

#### Tramo entre Nacimiento del río Júcar y Tragacete
Este tramo de 5,97 km inicia en el nacimiento del río Júcar, ubicado en el paraje del Estrecho del Infierno, en el Parque Natural de la Serranía de Cuenca, y finaliza en la localidad serrana de Tragacete. 
A lo largo del recorrido predominan los densos pinares, entre los cuales se pueden llegar a avistar ciervos (Cervus elaphus) y gamos (Dama dama).

#### Tramo entre Tragacete y Huélamo
Este tramo de 16,14 km inicia en la localidad conquense de Tragacete y finaliza en el municipio de Huélamo. 
A lo largo del recorrido predominan densos pinares y prados, así como cortados de roca caliza entre los cuales se pueden avistar ejemplares de buitre leonado (Gyps fulvus). Además, esta etapa plasma la vocación trashumante y ganadera de los pueblos de la zona, pudiendo encontrarse ganado ovino campando a sus anchas.

#### Tramo entre Huélamo y el área recreativa Molino de Juan Romero

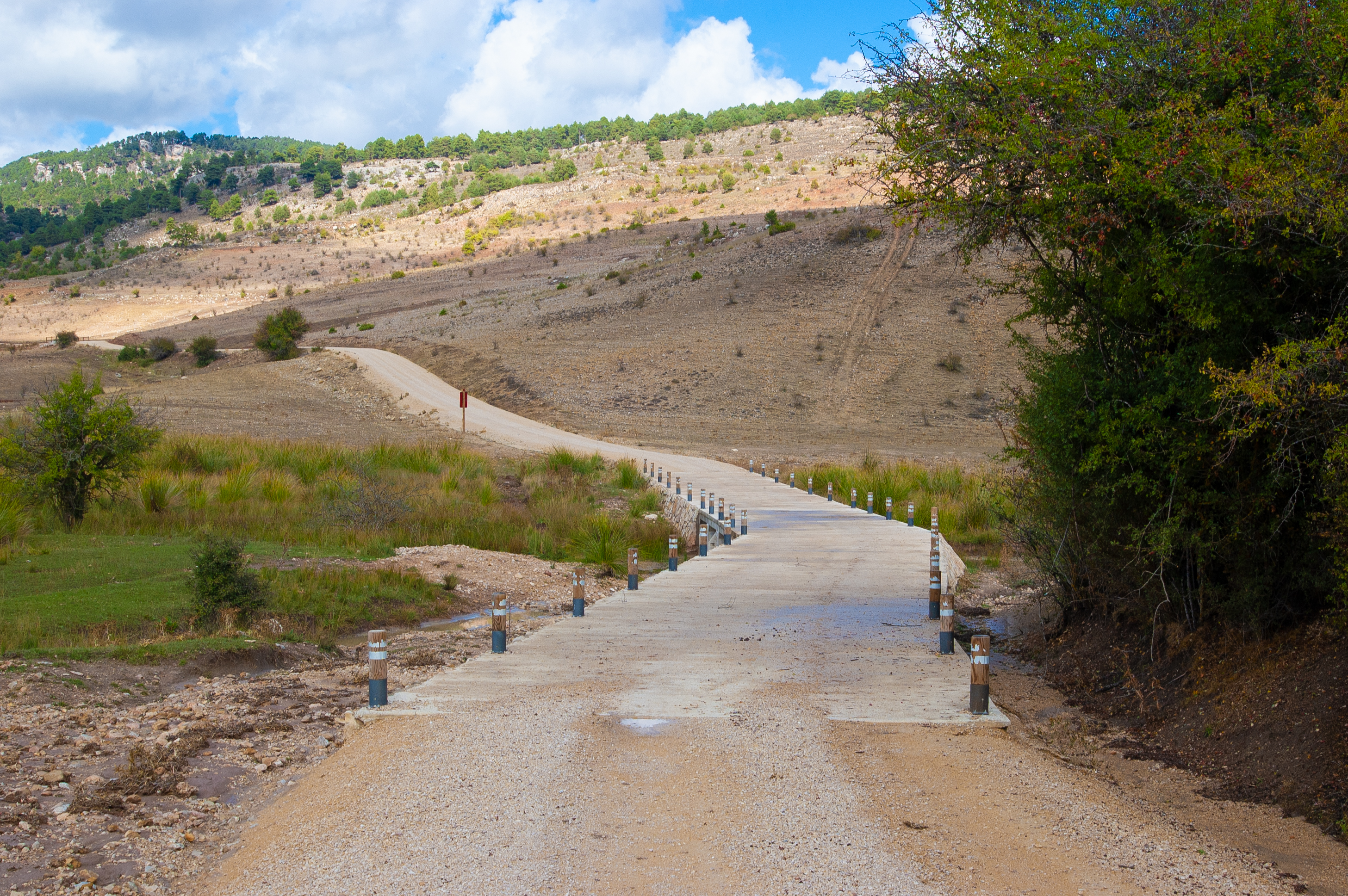
Trazabilidad del Camino Natural del Júcar.

Este tramo de 10,94 km inicia en la localidad de Huélamo y finaliza en el Área Recreativa de Juan Romero.
A lo largo del recorrido este itinerario discurre entre pinares, típicos del paisaje de la Serranía de Cuenca, en los cuales es palpable la gran vocación ganadera de los municipios de la zona.

#### Ramal área recreativa Molino de Juan Romero
Este ramal de 8,92 km es un recorrido circular que comienza y acaba en el Área Recreativa de Juan Romero.
A lo largo del itinerario se recorren las inmediaciones de la Peña del Castellar o el Cerro del Noguerón, así como los arroyos de la Magdalena y Pedregoso. Un recorrido rodeado de bosques de coníferas, pinares diseminados, bosques de galería que acompañan el curso del río Júcar.

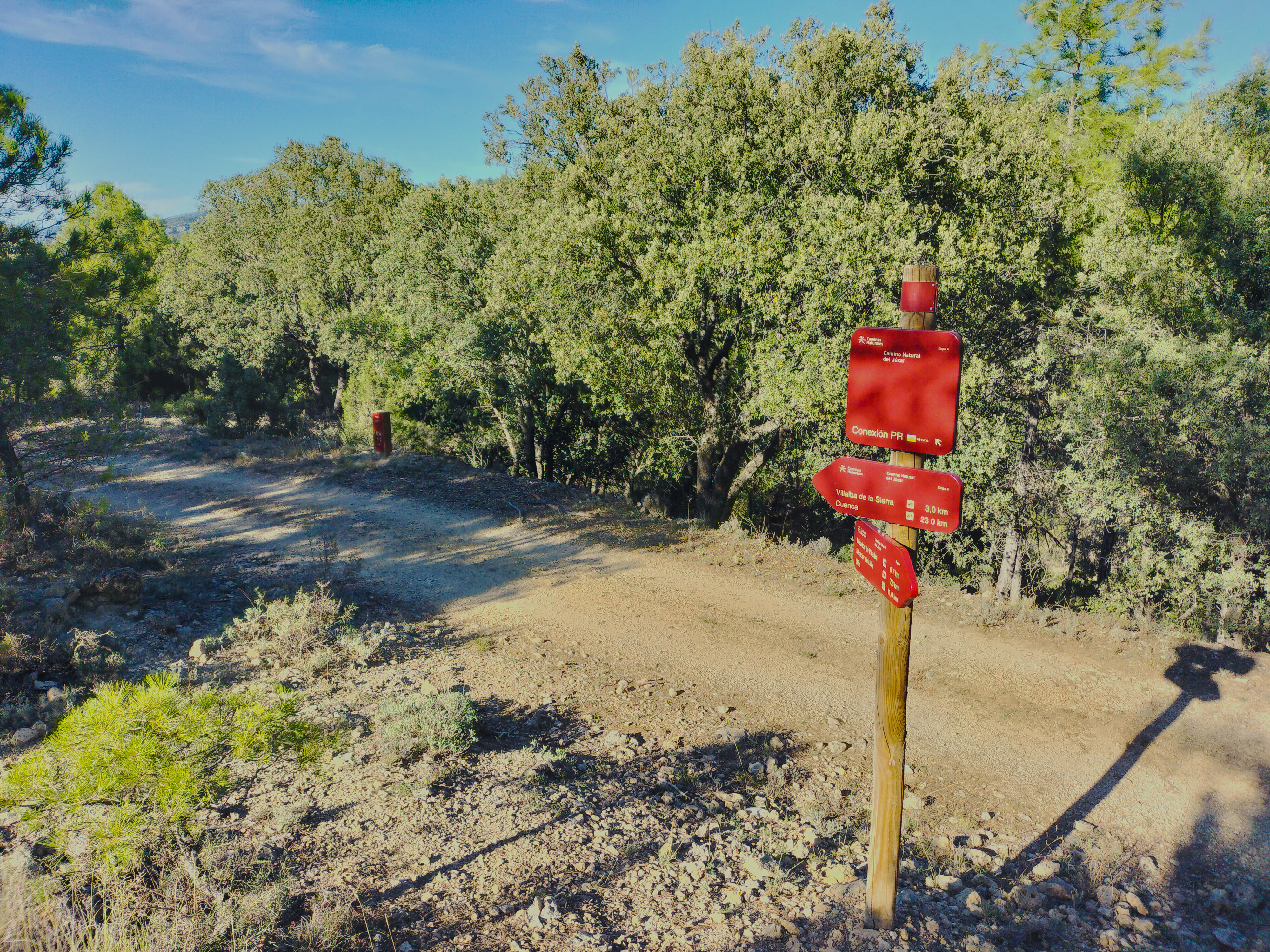
Etapa 4 del Camino

#### Tramo entre Uña y Villalba de la Sierra
Este tramo de 14,41 km inicia en la localidad conquense de Uña y finaliza en Villalba de la Sierra.
Gran parte de este recorrido atraviesa el Parque Natural de la Serranía de Cuenca, y está conformado por extensos bosques de coníferas con especies como el pino silvestre o el pino negral (Pinus nigra).

#### Tramo entre Villalba de la Sierra y Cuenca
Este tramo de 20,45 km inicia en la localidad de Villalba de la Sierra y finaliza en la ciudad de Cuenca, declarada Patrimonio de la Humanidad en 1996.

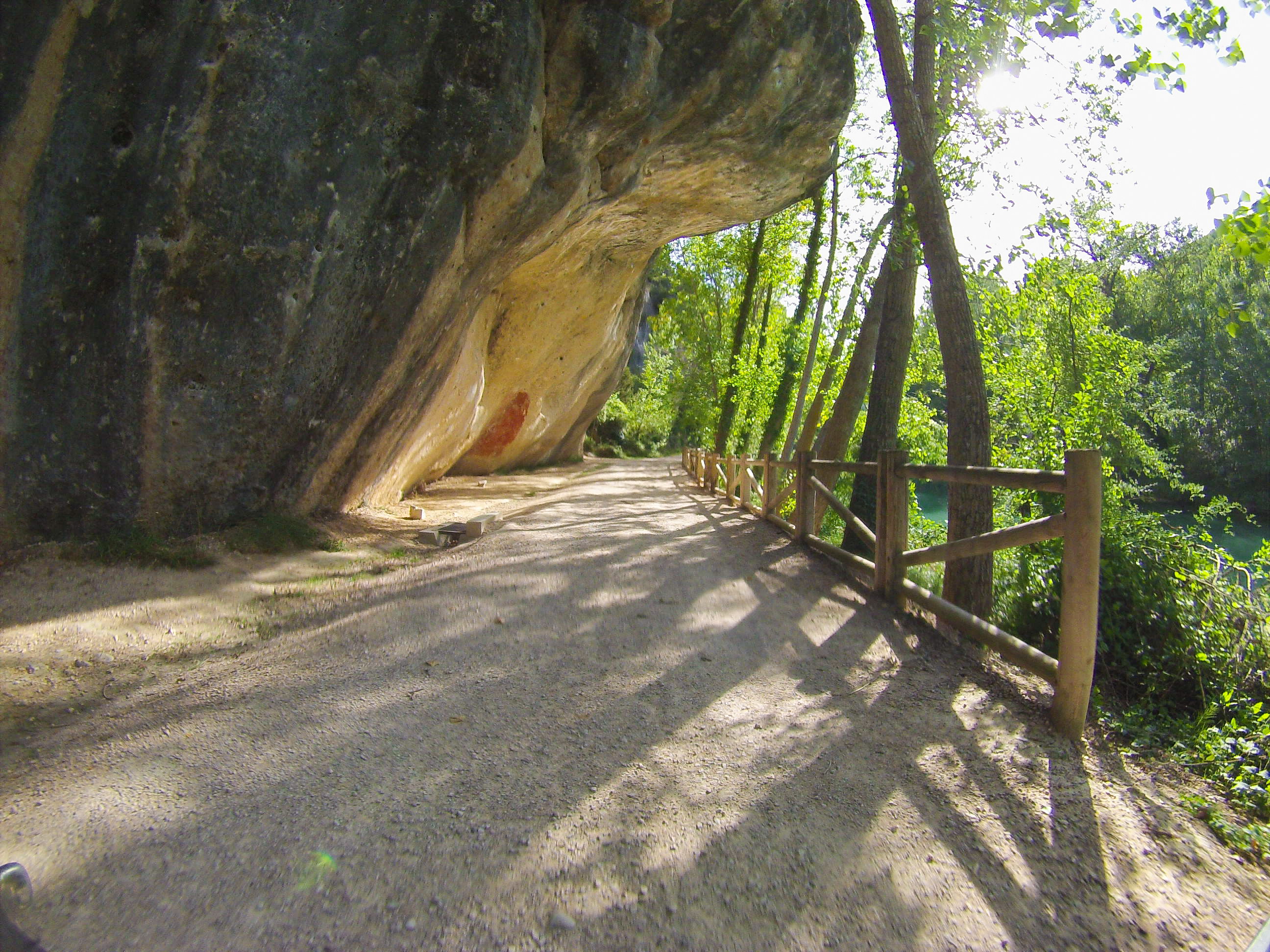
Hoz del Júcar

A lo largo del recorrido este itinerario atraviesa un paraje conocido como la hoz del Júcar, característico por sus cortados rocosos, los cuales están rodeados de cultivos de secano, intercalados con pequeños pinares y especies de monte mediterráneo. Aunque si hay algo que acompaña al viajero durante este tramo son los bosques de galería, que se extienden entre los meandros del río Júcar.

#### Tramo entre Cuenca y Villar de Olalla
Este tramo de 12,24 km inicia en la ciudad de Cuenca y finaliza en la localidad de Villar de Olalla. 
A lo largo del recorrido este itinerario atraviesa la hoz del río Júcar, esculpida en roca. Son característicos de esta etapa los bosques de galerías, con pequeños resquicios de monte mediterráneo compuesto principalmente por encinas (Quercus ilex).

#### Tramo entre Villar de Olalla y La Parra de las Vegas
Este tramo de 24,62 km inicia en la localidad de Villar de Olalla y finaliza en La Parra de las Vegas.
A lo largo del recorrido el itinerario se adentra en un paisaje que alterna valles, con cultivos herbáceos y frutales, y formaciones de bosque mixto mediterráneo, en las cuales predominan especies como el pino, la encina, la coscoja (Quercus coccifera), el enebro (Juniperus), el romero (Salvia rosmarinus) o el tomillo (Thymus).

#### Tramo entre La Parra de las Vegas y Villaverde y Pasaconsol
Este tramo de 21,46 km inicia en la localidad de La Parra de las Vegas y finaliza en Villaverde y Pasaconsol.
A lo largo del recorrido el itinerario atraviesa formaciones arbóreas compuestas principalmente de pinos, encinas, coscojas, brezos (Erica) y sabinares (Juniperus phoenicea). A esto se añade la presencia de bosques de galería, en las inmediaciones del cauce del río Júcar, y diversos campos de cultivos dedicados a la producción de cereal, forraje y algunos árboles de fruto como almendros (Prunus dulcis), olivos (Olea europea) o pistachos (Pistacia vera).

#### Ramal entre La Parra de las Vegas y el Puente de El Castellar
Este ramal de 5,88 km inicia en la población de La Parra de las Vegas y finaliza en el puente de El Castelar, un monumental puente de piedra que data del XV. 
A lo largo del recorrido destaca el monte mixto mediterráneo, compuesto de pino, encina, coscoja, enebro, romero y tomillo. Unas formaciones arbóreas que sirven de refugio a ciervos, corzos (Capreolus capreolus) y jabalís (Sus scrofa).

#### Tramo entre Villaverde y Pasaconsol y Valverde de Júcar
Este tramo de 13,2 km inicia en la localidad conquense de Villaverde y Pasaconsol y finaliza en Valverde de Júcar. 
A lo largo del recorrido destaca la presencia del Embalse de Alarcón, una infraestructura hidráulica que sirve para el abastecimiento de regadíos y generación de energía, y es a su vez un hábitat para numerosas aves acuáticas, como flamencos (Phoenicopterus), fochas (Fulica atra), avocetas (Recurvirostra avosetta) y garcetas (Egretta garzetta).

#### Tramo entre Valverde de Júcar y Buenache de Alarcón
Este tramo de 11,84 km inicia en la localidad conquense de Valverde de Júcar y finaliza en Buenache de Alarcón.
Al igual que la etapa anterior destaca la presencia del Embalse de Alarcón, el cual se entremezcla con campos de cultivos de secano, propios del paisaje de la comarca de la Manchuela conquense.

#### Tramo entre Buenache de Alarcón y Alarcón
Este tramo de 30,14 km inicia en la localidad de Buenache de Alarcón y finaliza en la ciudad de Alarcón, una antigua villa medieval declarada patrimonio histórico. 
A lo largo del recorrido destaca un paisaje agrario, caracterizado por los cultivos de cereal, el cual se entremezcla con pinares, encinares y matorrales propios del monte mediterráneo.

#### Tramo entre Alarcón y El Picazo

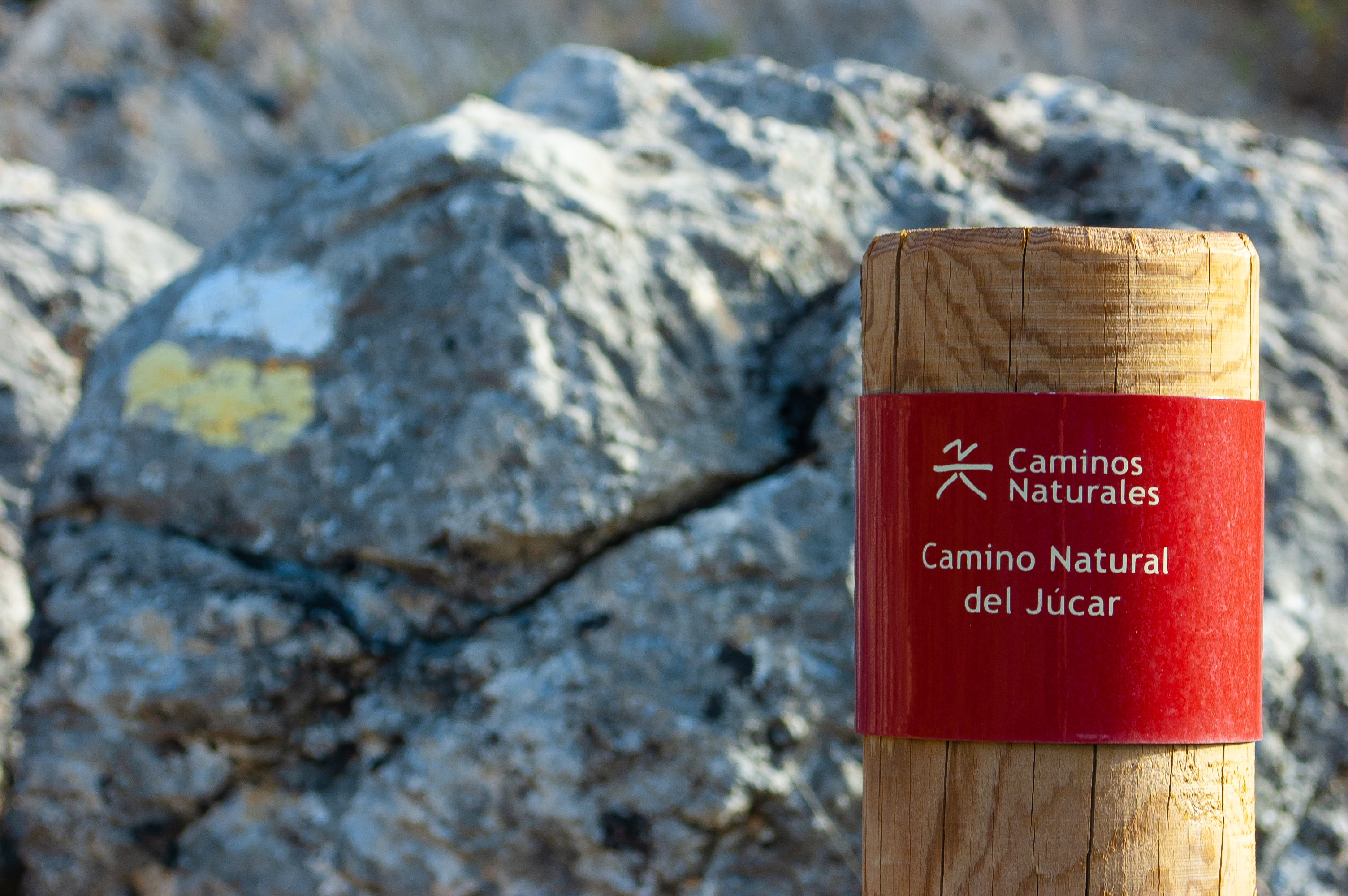
Poste identificativo del Camino Natural

Este tramo de 16,37 km inicia en la ciudad de Alarcón y finaliza en El Picazo. 
El recorrido discurre a través de los páramos de la Manchuela conquense, caracterizados por sus bosques mediterráneos compuestos de pino, encina, coscoja, enebro y sabina (Juniperus sabina).

#### Ramal entre El Picazo y el límite provincial Cuenca-Albacete
Este ramal de 22,80 km inicia en la localidad de El Picazo y finaliza en las inmediaciones de Fuensanta, que ejerce como límite provincial entre Cuenca y Albacete. 
A lo largo del recorrido destacan los campos de cultivo de cereal, viñedos y frutales. Mientras que, en las laderas predominan formaciones de monte mediterráneo, principalmente compuestas de pino piñonero.

### Tramos próximos
Por otro lado, se espera la próxima ampliación de este Camino Natural hacia las provincias de Albacete y Valencia, hasta llegar a la desembocadura del río Júcar en el mar Mediterráneo.